# Колбаса Митрофана Аксёнова
«Колбаса́ Митрофа́на Аксёнова» — российский полнометражный библиографический фильм-расследование Алексея Федорченко 2023 года с приёмами документального, игрового и элементами анимационного кино, основанный на увлечении режиссёра коллекционированием старинных редких книг. История разворачивается в поиске следов загадочного персонажа конца XIX — начала XX века Митрофана Аксёнова, предвосхитившего теорию относительности Эйнштейна.
Фильм снят при финансовой поддержке Министерства культуры РФ. Премьера состоялась в октябре 2023 года на Международном кинофестивале «Послание к человеку» (Санкт-Петербург).

## Хронология
Кинорежиссёр задаётся целью отыскать подробности биографии ныне забытого российского математика, философа-любителя и переводчика  Митрофана Аксёнова — его имя значится автором книги «Смерти нет», купленной им на международном аукционе. Страница М. Аксёнова в Википедии ещё более интригует: полнейшее отсутствие данных о дате, месте рождения и смерти, семье, только описание его трудов, главный из которых, изданный в 1896 году, на несколько лет предвосхитил идеи Альберта Эйнштейна о теории относительности.
Начав поиски с Российской государственной библиотеки в Москве, в её картотеке он находит три издания Митрофана Аксёнова. Но попытка получить их на руки заканчивается неудачей — это похоже на мистику — книг в библиотеке больше нет.
Раздобыв по своим каналам книги Митрофанова и все изданные о нём исследования, режиссёр предпринимает серию расследований. 
…вымысел воспринимается за чистую монету,
а правда кажется выдумкой.
Желая найти хоть какое-то изображение первооткрывателя, он обращается к философу–эзотерику Лиде Канашовой, они анализируют помещённые в одной из книг фотографии со спиритического сеанса, в котором участвовал Аксёнов, но однозначный ответ не находится. Пытаясь помочь, Канашова предлагает провести сеанс с духом Митрофана Аксёнова. За круглым столом при свечах проделывается магический ритуал, но от духа умершего приходит категоричный отказ — «Нет».
Вдвоём с Канашовой они приезжают в Калязин к Сергею Жигалкину, подготовившему в 2011 году переиздание главного труда Аксёнова «Трансцендентально-кинетическая теория времени». Последний предполагает причины утраты библиотечных экземпляров и рассказывает об уникальной гипотезе Митрофана Аксенова, приоткрывающей панораму трансцендентальной вселенной. Для наглядности пояснения с ножом в руках прибегает к обычному батону полукопчёной колбасы.
Втроём они оказываются вблизи загородной усадьбы, где когда-то гостил и работал Аксёнов, но теперь на месте главного дома постройки дачников, и лишь огромные дубы могут помнить недавнее прошлое.
Зазвав достаточное количество арбатских прохожих в неподалёку расположенный Музей эротического искусства, Сергей Травин поясняет почему студентом считал Митрофана Аксёнова одним из литературных псевдонимов Анатолия Кони. Весьма стройная теория рассыпается, когда режиссёр демонстрирует издание Аксёнова с посвящением А. Кони.
Преподаватель Нижегородского государственного университета Алексей Исаков делится своим видением гипотезы Аксёнова. Случайность не позволяет режиссёру встретиться с Григорием Малыкиным, доктором физико-математических наук из Нижнего Новгорода, автором публикации о теории Аксёнова. Но он переадресовывает к Джаббару Мамедову, учёному из Бакинского государственного университета. Одна из встреч режиссёра проходит среди обитателей Екатеринбургского зоопарка, у вольера с трубкозубами.
Маленькое отступление в Картахену, где снималась новела «Тайна пятисот пропавших девственниц» из «Нового Берлина», — с видом на портовую гавань, колумбийский филолог сообщает режиссёру о найденной им переписке Аксёнова со Львом Толстым и опубликованном в 74 томе академического собрания сочинений писателя письме учёному.
Прибывшее из Филиппинской библиотеки издание 1903 года «Список воспитанников, окончивших курс в Первой Харьковской гимназии за столетний период ее существования» кажется поможет пролить свет на биографию её воспитанника Митрофана Аксёнова, — дальнейшие пути ведут в сам Харьков, небольшие украинские города Житомирской области, в Эстонию, где он некоторое время преподавал. Но планы остаются планами, по телевизору звучит выступление Президента Российской Федерации от 24 февраля 2022 года — «… мною принято решение о проведении специальной военной операции».
Молодой выпускник ННГУ Сергей Травин в одиночестве сидит на задворках музея.

## История создания
Страсть к коллекционированию старинных редких книг привела Алексея Федорченко к созданию кино-библио-детектива о Митрофане Аксёнове, первым сформулировавшего принципы времени как четвёртого измерения, о нём же самом практически ничего не известно. Первоначальным рабочим названием было «Митрофан Аксёнов. Смерти нет».
Пройдя несколько этапов, в конце октября 2021 года проект кинокомпании «29 февраля» получил одобрение Экспертного совета Министерства культуры РФ. Роскино включило проект об Аксёнове для участия во Всемирном конгрессе продюсеров научно-популярного и документального кино, проходившего в ноябре — декабре 2021 года.
Я старался вернуть этого человека, чтобы он занял то место, которое достоин занимать.
Отталкиваясь от существующей с 2017 года статьи в русской Википедии, в процессе подготовительного периода  киногруппа Федорченко разыскала людей в Арзамасе, Баку и Москве, увлечённых загадочным персонажем и готовых поделиться связанными с ним собственными теориями. Велась исследовательская работа и с архивами украинских городов, где Митрофан Аксёнов предположительно учился и жил.
В процессе созидания кроме традиционного киноинструментария режиссёр использовал возможности нейросети.
В «Колбасе Митрофана Аксёнова» я использую сразу две нейросети. Одна собрала мне персонажа, придумала его концепт. Вторая написала музыку.из интервью А. Федорченко Л. Малюковой, «Ведомости» 12 мая 2023
Съёмки проходили в Москве, Арзамасе, Клязьме, а также в Екатеринбургском зоопарке. Из-за вторжения России на Украину запланированная на апрель 2022 года большая экспедиция в Харьков, Житомир и Киев оказалась невозможной, — пришлось переделывать сценарий.
Картина была завершена весной 2023 года.

## Съёмочная группа
- режиссер: Алексей Федорченко
- авторы сценария: Лидия Канашова, Алексей Федорченко
- операторы: Дарья Исмагулова, Роман Важенин
- композитор: Андрей Карасёв
- звукооператор: Тимофей Шестаков
- второй режиссёр: Сергей Константинов
- режиссёр-мультипликатор: Мария Седянова
- продюсеры: Дмитрий Воробьёв, Алексей Федорченко

## В фильме снимались
- Сергей Жигалкин — философ, литератор, переводчик, издатель[15] (камео)
- Лидия Канашова — философ, эзотерик
- Алексей Федорченко — камео
- Сергей Травин — сотрудник Музея эротического искусства «Точка G» в Москве, в прошлом студент и финалист конкурса Мисс и Мистер Арзамасского филиала ННГУ-2018[16] (камео)
- Алексей Исаков — доцент историко-филологического факультета Арзамасского филиала ННГУ[17] (камео)
- Джаббар Мамедов — учёный, доктор физико-математических наук, профессор Бакинского государственного университета[18] (камео)
- Аргемиро Гамез (Колумбия) — филолог из Картахены
- Татьяна Савина — философ из Екатеринбурга

## Участие в фестивалях
- 2023 — XXXIII Международный кинофестиваль «Послание к человеку» (Санкт-Петербург, 20—28 октября 2023; национальный конкурс)[19];
- 2023 — V Международный фестиваль «Московская премьера» (24 ноября 2023; вне конкурса, фильм открытия)[20];
- 2023 — XХIX Российский кинофестиваль «Литература и кино» (Гатчина, 23—28 ноября 2023; конкурс)[21][22];
- 2023 — XX Международный фестиваль-практикум киношкол «Кинопроба» (Екатеринбург, 1—5 декабря; вне конкурса)[23];
- 2023 — VII Международный кинофестиваль Arctic Open (Архангельск, 10 декабря 2023; вне конкурса, фильм закрытия)[24].

## Критика
Обозреватель Republic Екатерина Барабаш считает что своим новым фильмом Федорченко «плеснул керосину в затухающий костер полуживого российского кино».

…увлекательнейшее путешествие по миру, во времени, по извилистым дорожкам федорченковских фантазий. И все в смятении — а был ли «мальчик»? Митрофан Аксёнов — очередная выдумка блистательного режиссёра или реальный персонаж?
— Екатерина Барабаш, Republic 31 октября 2023
Анализируя принципиальную неформатность последних работ Федорченко, Антон Долин находит, что документальная «Колбаса Митрофана Аксёнова» неожиданно гармонично дополняет состоящую из двух частей фантасмагоричную конструкцию «Нового Берлина»:

Симметрия трёх сюжетов завораживает. Первая (правдоподобная, но выдуманная) и последняя (невероятная, но правдивая) истории рассказывают о поиске, который заканчивается неудачей.
Неосуществимость поставленных задач ничуть не смущает режиссёра. Он твёрдо знает, что сфера приложения подлинного искусства всегда — невидимое и невозможное.
— Антон Долин, Meduza 26 октября 2023
«Новый жанр, в котором ещё никто не работал» — оценивает ленту обозреватель «Областной газеты» Андрей Кулик, — и «над Википедией Федорченко поиздевался по полной программе».

Вот только жизнь постоянно подрезает крылья фантазёрам.
«Колбаса Митрофана Аксёнова» — картина парадоксальная: трагический финал даёт надежду.
— Андрей Кулик, «Областная газета» 4 декабря 2023

## Комментарии
1. ↑  «… нам пришлось даже менять жанр картины» — признался А. Федорченко в интервью «Областной газете» осенью 2022 года[7].